# Francisco Inestroza
Francisco Inestroza (*1810, Tegucigalpa, Honduras - siglo XIX) Abogado y político hondureño. Vicepresidente en el Gobierno del General José María Medina en 1863 y Presidente por depósito de Honduras entre el 31 de diciembre de 1863 al 15 de marzo de 1864.

## Biografía
Francisco Inestroza, nació en Tegucigalpa en 1810, no se sabe fecha de fallecimiento. 
Estudió leyes y se graduó de abogado, junto a su hermano Jesús Inestroza fundaron un bufete notarial en Tegucigalpa y luego Francisco se inclinaría por la política y la filosofía conservadora.
- 1841-1844 Ministro de Guerra del presidente General Francisco Ferrera.
- Diputado a la Asamblea Nacional Legislativa.
- Senador de la cámara representativa.
- Vicepresidente en el gobierno del General José María Medina.

Inestroza, siendo vicepresidente fue designado por Medina para cubrirle la administración del estado, entre el 31 de diciembre de 1863 mientras las elecciones para presidente se llevarían a cabo, resultando Medina ganador y como vicepresidente el General Florencio Xatruch; por lo tanto, Francisco Inestroza le devolvería el mandato el 15 de febrero de 1864.